# Matt Targett
Matthew Robert Targett (18 de setembre de 1995) és un futbolista professional anglès que juga com a lateral, carriler, o volant esquerra pel Newcastle United FC de la Premier League.